# Calzadilla de los Hermanillos
Pour les articles homonymes, voir Sahagún.
Calzadilla de los Hermanillos est un municipio (municipalité ou canton) espagnol de la comarque se Tierra de Campos, dans la province de León, communauté autonome de Castille-et-León. C'est aussi le nom de la localité chef-lieu du municipio.
Cette localité est une halte sur le Camino francés du Pèlerinage de Saint-Jacques-de-Compostelle.

## Géographie
Le climat est continental, chaud en été et froid en hiver.

### Localités voisines
- Villamuñío et Castellanos au nord,
- Villamol à l'est,
- Calzada del Coto au sud-est,
- Bercianos del Real Camino au sud,
- Las Grañeras au sud-ouest,
- El Burgo Ranero à l'ouest.

## Économie
L'agriculture est la principale richesse, sur des champs plats.

## Culture et patrimoine

### Pèlerinage de Compostelle
Sur le Camino francés du Pèlerinage de Saint-Jacques-de-Compostelle, on vient de Calzada del Coto par la variante nord de la Calzada Romana.
La prochaine halte est Reliegos sur la même Calzada Romana ou El Burgo Ranero et/ou Villamarco de las Matas, en revenant par différentes transversales vers la variante sud du Camino Real.

## Sources et références
- (es) Cet article est partiellement ou en totalité issu de l’article de Wikipédia en espagnol intitulé « Calzadilla de los Hermanillos » (voir la liste des auteurs).
- Grégoire, J.-Y. & Laborde-Balen, L. , « Le Chemin de Saint-Jacques en Espagne - De Saint-Jean-Pied-de-Port à Compostelle - Guide pratique du pèlerin », Rando Éditions, mars 2006,  (ISBN 2-84182-224-9)
- « Camino de Santiago St-Jean-Pied-de-Port - Santiago de Compostela », Michelin et Cie, Manufacture Française des Pneumatiques Michelin, Paris, 2009,  (ISBN 978-2-06-714805-5)
- « Le Chemin de Saint-Jacques Carte Routière », Junta de Castilla y León, Editorial